# 석수동
석수동(石水洞)은 경기도 안양시 만안구의 법정동이다.

## 개요
석수동은 관악산과 삼성산에 둘러싸인 안양유원지 일대에 석공(石工)이 많아 석수동(石手洞)이라 하였으며, 만안교와 만안교비도 이석공들에 의해 만들어졌다고 한다. 1932년 개설된 수영장을 석수동 수영장(石水洞 水泳場)이라고 하면서 석수(石手)가 석수(石水)로 바뀌게 되었다.
석수동은 안양시의 관문으로 서울시와 경계를 이루고 있으며, 경수산업도로, 제2경인고속도로에 인접해 있다. 안양예술공원(구 안양유원지), 관악산, 삼성산, 산림욕장, 삼막사 계곡은 시민의 휴식공간으로 삶을 윤택하게 한다. 그 외에도 삼막사, 안양사, 염불암 등 문화재 다수가 소재하고 있다.

## 연혁
- 조선시대 금천현(衿川縣) 현내면(縣內面) 안양리(安養里)
- 1795년 시흥현(始興縣) 현내면(縣內面) 안양리(安養里)
- 1895년 시흥군(始興郡) 군내면(郡內面) 안양리(安養里)
- 1914년 3월 1일 : 시흥군(始興郡) 동면(東面) 안양리(安養里)
- 1963년 1월 1일 : 시흥군 안양읍 신안양리
- 1964년 1월 1일 : 시흥군 안양읍 신안양1리
- 1973년 7월 1일 : 안양시 승격(석수동)
- 1979년 5월 1일 : 석수동에서 분동하여 석수1동과 2동으로 나뉨.
- 1989년 5월 1일 : 만안출장소 개소(석수1동)
- 1990년 1월 1일 : 석수2동에서 분동하여 석수3동 신설[3]
- 1992년 10월 1일: 만안구 승격(석수1동)[2]

## 교육 기관

### 석수1동
- 삼성초등학교
- 호암초등학교
- 경인교육대학교
- 대한신학대학원대학교

### 석수2동
- 만안초등학교
- 연현초등학교
- 화창초등학교
- 연현중학교

## 교통
- 석수역
- 관악역
- 경수산업도로
- 서해안고속도로
- 제2경인고속도로

## 문화재

### 경기도 유형문화재
- 만안교 - 경기도 유형문화재 제38호

### 경기도 기념물
- 안양 석수동 석실분 - 경기도 기념물 제126호

## 주요 아파트
| 단지명               | 건설사       | 시행사                      | 주소                       | 입주              | 비고                  |
| -------------------- | ------------ | --------------------------- | -------------------------- | ----------------- | --------------------- |
| 관악산 현대홈타운    | 현대건설     | 안양현대연합주택조합        | 만안구 경수대로1244번길 48 | 2001년 9월        |                       |
| 석수 e편한세상       | 대림산업     | 석수주공아파트 재건축조합   | 만안구 경수대로 1193       | 2002년 5월        | 석수주공 1단지 재건축 |
| 석수2차 e편한세상    | ㈜삼호       | ㈜삼호                      | 만안구 경수대로1394번길 11 | 2006년 2월        |                       |
| 안양자이 더 포레스트 | ㈜지에스건설 | 화창지구 재개발정비사업조합 |                            | 2026년 5월 (예정) | 화창지구 재개발       |
| 석수 주공그린빌      | 요진산업㈜   | 대한주택공사                | 만안구 삼막로 12           | 2003년 9월        |                       |